# Ópera do Malandro
Ópera do Malandro é uma peça brasileira do gênero musical escrita por Chico Buarque de Holanda, em 1978, e dirigida por Luís Antônio Martinez Corrêa.
A ideia de escrever uma adaptação para os clássicos Ópera dos Mendigos, de John Gay, e A Ópera dos Três Vinténs, de Bertolt Brecht e Kurt Weill, surgiu durante uma conversa de Chico Buarque com o cineasta moçambicano Ruy Guerra. Tornada realidade anos depois, a peça é dedicada à lembrança de Paulo Pontes.

## Resumo e análise
A Ópera do Malandro, continua fazendo parte de um Brasil conhecido pela maioria dos brasileiros.
Um cafetão de nome Duran, que se passa por um grande comerciante, e sua mulher Vitória, que do nome nada herdou. Vitória era uma cafetina que, na realidade, vivia da comercialização do corpo. A sua filha Teresinha era apaixonada por uma patente superior, Max Overseas, que vive de golpes e conchavos com o chefe de polícia Chaves. Outras personagens são as prostitutas, apresentadas como vendedoras de uma butique, e a travesti Geni, que só serve para apanhar, cuspir e dar para qualquer um.
A peça se passa na década de 1940, tendo como pano de fundo a legalidade do jogo, a prostituição e o contrabando. Mostra um contexto bem parecido com nosso terceiro milênio, em que temos o jogo do bicho, entre outros tantos; as prostitutas do calçadão de Copacabana, o contrabando nas ruas de CDs e DVDs.
Qual seria o significado do nome Overseas? Se analisarmos o nome "overseas" lexicalmente, veremos que "over" significa "além" e "seas" oceanos. Logo, aglutinando as duas palavras, teremos como conclusão além dos oceanos, ou seja, além dos mares, além das fronteiras. Reparem que no final ele se lança em transações além mar, ultrapassando as fronteiras, inclusive da legalidade, espalhando a sua malha de negócios, agora legais, com dois grandes ex-amigos: o gigolô Duran e o delegado Chaves, cognominado Tigrão.
Todas as músicas são da autoria de Chico Buarque que, por sua genialidade, consegue harmonizá-las com o texto. Na música Geni e o Zepelim, Geni, é uma travesti, fato que só descobrimos assistindo à peça. Geni, em princípio, não serve para nada. Todavia, quando o comandante de um zepelim reluzente resolve bombardear a cidade, mudando de ideia apenas se tiver uma noite de amor com a travesti, todos resolvem pedir-lhe para ceder aos caprichos do comandante. As músicas seguem os compassos binário (2/4), terciário (3/4) e quaternário (4/4).

## Ficha técnica e elenco (primeira montagem)[4]
Ficha técnica
- Direção: Luís Antônio Martinez Corrêa
- Assistente de direção: João Carlos Motta
- Cenografia e figurinos: Maurício Sette
- Assistência de figurinos: Rita Murtinho
- Direção musical: John Neschling
- Assistente de direção musical: Paulo Sauer
- Arranjos: John Neschling, Paulo Sauer
- Direção vocal interpretativa: Glorinha Beutenmuller
- Direção corporal: Fernando Pinto
- Iluminação: Jorge Carvalho
- Programa: Maurício Arraes

Elenco (por ordem de entrada)
- O Produtor: Ary Fontoura
- A Patronesse: Maria Alice Vergueiro
- João Alegre: Nadinho da Ilha
- Duran: Ary Fontoura
- Vitória: Maria Alice Vergueiro
- Teresinha: Marieta Severo
- Max Overseas: Otávio Augusto
- Lúcia: Elba Ramalho
- Geni: Emiliano Queiroz
- Barrabaz: Ivens Godinho
- Johnny Walker: Vander de Castro
- Phillip Morris: Paschoal Villamboim
- Big Ben: Ivan de Almeida
- General Electric: Vicente Barcelos
- Dóris Pelanca: Ilva Nino
- Fichinha: Cidinha Milan
- Dorinha Tubão: Elza de Andrade
- Shirley Paquete: Neuza Borges
- Jussara Pé de Anjo: Maria Alves
- Mimi Bibelô: Cláudia Jimenez

## Ficha técnica e elenco (montagem de 2014 - SP)[5]
No ano de 2014, vários espetáculos musicais foram montados no Rio de Janeiro e em São Paulo, com o objetivo de celebrar os 70 anos de Chico Buarque. Entre eles, uma nova montagem da Ópera do Malandro, com patrocínio do CCBB-SP e produção da Companhia da Revista.
Ficha técnica
- Direção: Kleber Montanheiro
- Cenografia e figurinos: Kleber Montanheiro
- Direção musical: Adilson Rodrigues
- Iluminação: Wagner Freire
- Assistentes de direção: Gisele Valeri e Luísa Gouvêa
- Programa: Patrícia Cividanes

Elenco (por ordem de entrada)
- Duran: Gerson Steves
- Vitória: Heloisa Maria
- Teresinha: Erica Montanheiro
- Max Overseas: Flávio Tolezani / Bruno Perillo
- Lúcia: Natália Quadros
- Geni: Kleber Montanheiro
- Chaves: Adriano Merlini
- Barrabaz: Pedro Henrique Carneiro
- Johnny Walker: Paulo Vasconcellos
- Phillip Morris: Mateus Monteiro
- Big Ben: Pedro Bacellar
- General Electric: Gabriel Hernandes
- Dóris Pelanca: Daniela Flor
- Fichinha: Bruna Longo
- Dorinha Tubão: Alessandra Vertamatti
- Shirley Paquete: Luíza Torres
- Jussara Pé de Anjo: Nina Hotimsky
- Mimi Bibelô: Gabriela Segatto

## Trilha sonora[6]
- "O malandro (Mack The Knife)" (Bertolt Brecht e Kurt Weill, trad. Chico Buarque) - João Alegre
- "Hino de Duran" (Chico Buarque) - Chaves e elenco
- "Viver de amor" (Chico Buarque) - Vitória
- "Uma canção desnaturada" (Chico Buarque) - Vitória e Duran
- "Tango do Covil" (Chico Buarque) - Barrabaz, Johnny Walker, Phillip Morris, Big Ben e General Electric
- "Doze anos" (Chico Buarque) - Max e Chaves
- "O casamento dos pequenos burgueses" (Chico Buarque) - Max e Teresinha
- "Teresinha" (Chico Buarque) - Teresinha
- "Homenagem ao malandro" (Chico Buarque) - João Alegre
- "Folhetim" (Chico Buarque) - Fichinha
- "Ai, se eles me pegam agora" (Chico Buarque) - Fichinha, Dorinha Tubão, Shirley Paquete, Jussara Pé de Anjo e Mimi Bibelô
- "O Meu Amor" (Chico Buarque) - Teresinha e Lúcia
- "Se eu fosse o teu patrão" (Chico Buarque) - Barrabaz, Johnny Walker, Phillip Morris, Big Ben, General Electric, Fichinha, Dorinha Tubão, Shirley Paquete, Jussara Pé de Anjo e Mimi Bibelô
- "Geni e o Zepelim" (Chico Buarque) - Geni e elenco
- "Pedaço de mim" (Chico Buarque) - Max e Teresinha
- "Ópera do malandro" (Adapt. por Roger Henrie, trad. por Chico Buarque) (Com trechos das óperas "Rigoletto", "Aida" e "La traviata" por Verdi, da ópera "Carmen" por Bizet e da ópera "Tannhäuser" por Wagner) - Elenco
- "O malandro (Reprise)" (Chico Buarque) - João Alegre
- "Final: O malandro/Hino de Duran/Se eu fosse o teu patrão/Ópera do malandro/O malandro" (Chico Buarque) - Elenco
- "O malandro (instrumental)" (Chico Buarque) - Instrumental

## Cortes
A censura exigiu que a primeira montagem fosse exibida com cortes. Por exemplo, a letra cantada pela personagem Terezinha teve de ser adaptada. O texto era: Meu amor tem um jeito de me beijar o sexo, e o mundo sai rodando, e tudo vai ficando solto e desconexo, e passou a ser (como hoje é conhecida pelo grande público): O meu amor tem um jeito de me beijar o ventre e me deixar em brasa/ desfruta do meu corpo como se o meu corpo fosse a sua casa.

## Crítica
Em geral, as fontes pesquisadas denotam uma crítica positiva, reportando um retrato da sociedade brasileira dos anos 1940–1970, com suas hipocrisias.